# Robert Deumer
Robert Deumer (* 13. August 1882 in Leipzig; † Mai 1956 in Karlstein bei Bad Reichenhall) war ein deutscher Jurist.

## Werdegang
Deumer wurde 1906 zum Dr. jur. promoviert. Ab 1913 war er Richter in Hamburg. 1923 wurde er Direktor bei der Reichsbank in Berlin. 1936 wechselte er in den Vorstand der Deutschen Genossenschafts-Hypothekenbank, jedoch wurde sein Vertrag 1939 aufgrund des geringen Geschäftsumfangs des Instituts nicht verlängert. Nach dem Zweiten Weltkrieg war er Aufsichtsratsvorsitzender der Bayerischen Hypotheken- und Wechsel-Bank AG.
Im Rahmen der Banken-Enquete von 1933 wirkte er als Experte und Referent für das Genossenschaftswesen.
An der Universität München hatte er einen Lehrauftrag für Genossenschaftswesen. Außerdem war er Mitglied der Akademie für Deutsches Recht.

## Ehrungen
- 1955: Verdienstkreuz 1. Klasse der Bundesrepublik Deutschland

## Schriften
- Der private Kriegskredit und seine Organisation, 1916
- Das Hamburgische Hypothekenkreditwesen, 1917
- Das deutsche Genossenschaftswesen, 1919
- Industrielle Genossenschaften, 1920
- Die Verstaatlichung des Kredits, 1926
- Die Finanzierung des Wiederaufbaues, 1947
- Die Wiedergutmachung des Währungsunrechtes bei Pfandbriefen und Obligationen, 1950